# 南国土佐を後にして
『南国土佐を後にして』（なんごくとさをあとにして）は、武政英策が作詞・作曲した歌謡曲、またそれを元にした映画。

## 概要
原曲は、中国大陸中部に出兵した陸軍朝倉歩兵236連隊（鯨部隊）内で自然発生的に生まれ、歌われていた曲とされる（同部隊には高知県出身者が多かった）。後半部に土佐民謡「よさこい節」を歌いこんでいる。
戦後、復員兵らによって高知県にもたらされ、古里ソング（ご当地ソング）として定着した。そして、後述のペギー葉山盤の大ヒットで全国的に知られるようになった。
武政は原曲を採譜、整理、改編しており、原曲の歌詞にあった「中支」「露営」といった、戦時下を連想させる言葉を、集団就職の若者をイメージさせる言葉に置き換えた。
この曲は、山下達郎の中学時代の恩師が大学へ進学する際に、師である武政が彼のことを思って書いた曲である（『ぴあ』での山下達郎へのインタビューより）。

## 丘京子盤
丘京子が1953年9月に開局したラジオ高知の番組で歌い、反響を呼んだことにより日本マーキュリーからシングル発売された。伴奏は高知サロンアンサンブル。レコードの吹き込みはラジオ高知のスタジオを借り、高知市にあった川村時計店の技術部が当時は貴重品だったテープレコーダーで行った。シングルのレーベルには「民謡 南国土佐を後にして」「武政栄策 補作・編曲」という表記がある。
後に25cm LP盤『南国土佐の想出』の収録曲としても発売されている。
1961年公開の映画『次郎長社長よさこい道中』（進藤英太郎の社長シリーズ第3弾）に丘が芸者役で出演し「南国土佐を後にして」を歌っている。

## 鈴木三重子盤
1955年に鈴木三重子が吹き込みテイチクレコードからシングル発売したが、このときは話題にはならなかった。

## ペギー葉山盤
1958年11月にNHK高知放送局がテレビ放送を開始した記念番組として、同年12月8日にNHKの全国放送番組『歌の広場』が高知から放送、その際にペギー葉山が登場し歌い、テレビ時代の幕開けと共に日本全国に知れ渡った。1959年5月にペギーの歌でキングレコードからシングル発売されると、発売からほぼ1年で約100万枚を売る大ヒットとなり、累計では200万枚を売り上げた。8月2日に日活で同作に封切、この映画に本人役として登場した。また、ペギーは同年の「第10回NHK紅白歌合戦」でも本楽曲を披露した。30年後の1989年の「第40回NHK紅白歌合戦」の第1部（昭和の紅白）にもペギーは本楽曲で出場した。
NHKからオファーを受けた当初は「自分はジャズ歌手だから」と乗り気でなかった。鈴木三重子盤を聞いて曲を覚え生放送の本番に臨んだが、観客のボルテージが最高潮になるのを感じ、驚いたという。のちに鯨部隊で歌い継がれていたことを知るが、それを最初から聞いていたらオファーを快く受けただろうと語っている。
ペギーのレコードが発売されてから語り継がれる曲となり、ペギー葉山は1974年に2人目となる高知県名誉県人が贈られた。
ペギーが歌手生活60周年を迎えた2012年11月3日には、高知市のはりまや橋公園に本楽曲の歌碑が設置され、ペギーも除幕式に出席した。碑は午前8時半から午後8時半まで1時間おきにペギー本人の歌声が流れ、隣に建てられた鯨の親子が潮を吹く仕組みになっている。
『帰ってきたウルトラマン』第43話「魔神 月に咆える」の劇中で、ペギー葉山の夫である根上淳が運転する車のカーラジオからペギー葉山歌唱の本曲が流れる場面がある。

### 収録曲（ペギー葉山盤）
シングル（キング EB-164）
1. 南国土佐を後にして
  - 作詞・作曲：武政英策、編曲：川上義彦
2. ドクトル・ジバンヌ（トルコ語版）（トルコ・ポピュラー・ソング）
  - 作詞：音羽たかし、編曲：川上義彦

## その他のカバー
- 1959年には和田弘とマヒナスターズがシングル盤を発売。
- 1970年には藤圭子がデビュー1周年記念リサイタルでカバーしアルバム『歌いつがれて25年 藤圭子演歌を歌う』に収録。
- 1995年に石川さゆりがカバーし、アルバム『二十世紀の名曲たち 第5集』に収録。

石川さゆりは1979年に出演した映画『トラック野郎・故郷特急便』で歌唱している。
- 2022年9月9日には高知県出身、大和姫呂未がカバーしシングル『アナザーヒーロー』に収録。

## 映画版
『南国土佐を後にして』（なんごくとさをあとにして）は、ペギー葉山盤のヒットを受けて1959年に製作・公開された日本映画。製作・配給：日活。監督：齋藤武市。主演：小林旭。作中のタイトル表記は一部旧字体の『南國土佐を後にして』。カラー、シネマスコープ（2.35:1）、78分。
軍歌としての『南国土佐を後にして』に親しんだ元博徒の男が更生を目指そうとする中で、故郷の高知や東京で妨害に遭い、流浪するさまが描かれる。本作がヒットしたことを受け、小林主演による『ギターを持った渡り鳥』に始まる「渡り鳥シリーズ」の製作が開始された。

### ストーリー
東京。賭博の罪で服役した「ダイスの眼」こと原田譲司は更生を誓い、よさこい祭りの日に故郷の高知市に帰るが、かねて因縁のある地元のヤクザ・北村から、内定した就職先に前科をバラされたり、やっと始めた行商の商品をダメにされたりする嫌がらせを受け、ふたたび東京に戻る。譲司は偶然、戦死した兄・義之の元婚約者であるはま子や、彼が服役中の刑務所に慰問に来た歌手・ペギー葉山らに再会し、励まされる。
はま子は自身が経営する待合の馴染み客・大川へ頼み、彼が経営する証券会社へ譲司を就職させるが、はま子の妹でファッションモデルの麻子が譲司の関心を引こうとするあまりに、電話で「譲司ははま子のヒモだ」と吹き込み、はま子に惚れる大川はそれを真に受けて、怒りにまかせて譲司をクビにしてしまう。そんな中、幼なじみの春江が高知から東京へ逃げてくる。春江は死んだ父親が北村に借金をしていたことで、引き換えに結婚を迫られていた。春江を追って東京に現れた北村は「明日までに100万円を用意すれば春江をくれてやる」と告げる。譲司は昔の仲間・会津とベレーを頼り、ふたたびポーカーダイスで稼ぐことを決意する。
譲司らが賭場を開帳したナイトクラブは麻子のアルバイト先で、麻子は大川を同伴してやって来る。対決は譲司と大川の1対1となる。大川は100万円を賭け、オール6のファイブオブアカインドを出す。より数字の小さいファイブオブアカインド以外では勝てない手だった。そのときクラブのステージにペギー葉山が現れ、『南国土佐を後にして』を高らかに歌い上げる。故郷の母・のぶの顔を思い浮かべた譲司は、オール1のファイブオブアカインドを出し、100万円を持ってバーを去る。北村の一味が居座る待合へ戻った譲司は100万円を投げつけ、一味を拳で痛めつけたのち、ひとりで警視庁へ向かった。

### 出演者
- 原田譲司／原田義之（二役）：小林旭
- 山本春江：浅丘ルリ子
- ペギー葉山：本人

- 麻子：中原早苗
- のぶ：高野由美
- ベレーの寛：西村晃
- 会津：二本柳寛

- 北村定男：内田良平
- 中村（麻子・はま子の親類 関西汽船の社員）：河上信夫
- 仙吉（北村の乾分）：武藤章生[注 3]
- 商事会社社員：小泉郁之助
- コールマン髭の男：弘松三郎
- 関西汽船の主任：天草四郎

- 大川：金子信雄
- はま子：南田洋子

### スタッフ
- 監督：齋藤武市
- 企画：茂木了次
- 原作：川内康範
- 脚本：川内康範、齋藤武市
- 撮影：高村倉太郎
- 照明：大西美津男
- 録音：米津次男
- 美術：佐谷晃能
- 編集：近藤光雄
- 音楽：小杉太一郎
- 助監督：神代辰巳
- 現像：東洋現像所
- 主題歌：『南国土佐を後にして』（作詞・作曲：武政英策 編曲：川上義彦 唄：ペギー葉山 キングレコード）
- 協力：高知県、高知市